# Notre-Dame, cathédrale de Paris
Pour plus de détails, voir Fiche technique et Distribution.
Notre-Dame, cathédrale de Paris est un film documentaire français de Georges Franju sorti en 1957. 

## Synopsis
Une visite de la cathédrale Notre-Dame de Paris.

## Fiche technique
- Titre : Notre-Dame, cathédrale de Paris
- Réalisation : Georges Franju
- Scénario : Georges Franju
- Commentaire : Frédéric de Towarnicki, dit par Muriel Chaney
- Production : 	 Argos Films
- Photographie : Marcel Fradetal
- Musique : Jean Wiener
- Montage : Suzanne Sandberg
- Pays d'origine :  France
- Format : Couleur - 2.35 — son monophonique - 35 mm
- Genre : Documentaire
- Durée : 18 minutes
- Date de sortie : 1957
- Visa d'exploitation : 19072